# Heterogomphus dejeani
Heterogomphus dejeani är en skalbaggsart som beskrevs av Reiche 1859. Heterogomphus dejeani ingår i släktet Heterogomphus och familjen Dynastidae. Inga underarter finns listade i Catalogue of Life.